# Stobychwa
Stobychwa (ukr. Стобихва) – wieś na Ukrainie w rejonie koszyrskim obwodu wołyńskiego.

## Historia
Pod koniec XIX w. wieś w gminie Borowno, w powiecie kowelskim.

## Urodzeni i zmarli
- Edward Gibalski
- Andrzej Plona